# Rosalie (Nebraska)
Rosalie é uma vila localizada no estado americano de Nebraska, no Condado de Thurston.

## Demografia
Segundo o censo americano de 2000, a sua população era de 194 habitantes.
Em 2006, foi estimada uma população de 192, um decréscimo de 2 (-1.0%).

## Geografia
De acordo com o United States Census Bureau, a localidade tem uma área de 0,5 km², sem área coberta por água.

## Localidades na vizinhança
O diagrama seguinte representa as localidades num raio de 20 km ao redor de Rosalie.